# Linea bianca/Moviola
Linea bianca/Moviola è un singolo di Enzo Jannacci, pubblicato il 9 settembre 1983.

## Tracce
Lato A
1. Linea Bianca – 3:40 (testo: Enzo Jannacci, Riccardo Piferi – musica: Enzo Jannacci)

Lato B
1. Moviola – 3:50 (testo: Enzo Jannacci – musica: Enzo Jannacci)

## Linea Bianca
Fu la sigla de La Domenica Sportiva stagione 1983/1984.
La musica è tratta da “Kodachrome”, canzone di Paul Simon del 1973.

## Moviola
La musica di “Moviola” verrà riutilizzata nel 1985 per il brano “L’orchestra”, contenuta nell’album L'importante.